# Pentaria abderoides
Pentaria abderoides is een keversoort uit de familie bloemspartelkevers (Scraptiidae). De wetenschappelijke naam van de soort is voor het eerst geldig gepubliceerd in 1893 door Chobaut.